# Ponte Alta
Ponte Alta es un municipio brasileño del estado de Santa Catarina. Tiene una población estimada al 2021 de 4 619 habitantes.

## Etimología
El nombre del municipio, en español "Puente Alto", hace referencia a un puente ubicado en la altura de un río que usaron los arrieros en sus travesías.

## Historia
Se presume que la localidad fue habitada a comienzos del Siglo XIX, en las escaladas de las tropas que se dirigian desde Río Grande del Sur a São Paulo. El lugar fue asediado por los indígenas durante la Guerra del Contestado.
Elevado a distrito en 1932 con el nombre de Ponte Alta do Sul, subordinado a Curitibanos. Adoptó el nombre de Ponte Alta el 31 de marzo de 1938. Fue emancipado como municipio el 20 de septiembre de 1964.